# Ankiloza
Ankiloza (grč. ἀγϰύλωσıς: iskrivljenost), ukočenje zgloba koje nastaje sraštenjem zglobnih tijela, a uzrok je upala zgloba ili tkiva oko zgloba. Uzrok su upale samoga zgloba ili njegove okoline, infekcije (tuberkuloza) i teške ozljede. Ankiloza može biti koštana, kada zglob sraste koštano, i fibrozna, kada je srastao vezivnim tkivom. Za razliku od kontraktura, kod ankiloza nisu moguće nikakve kretnje u zglobu.
Ankiloza zuba, sraštenost korijena zuba s okolnom alveolnom kosti koja zaostaje u rastu, a zub djeluje kao »potonuli« u zubnom nizu. Od mliječnih zuba najčešće su zahvaćeni drugi pa prvi donji kutnjaci, a od trajnih gornji sjekutići. Ankiloza mliječnih zuba često je genetski uvjetovana, a ankilozu trajnih zuba najčešće uzrokuje trauma zuba i upala periodonta.